# Helyey László
Helyey László (Újpest, 1948. május 21. – Budapest, 2014. január 3.) Jászai Mari-díjas magyar színész.

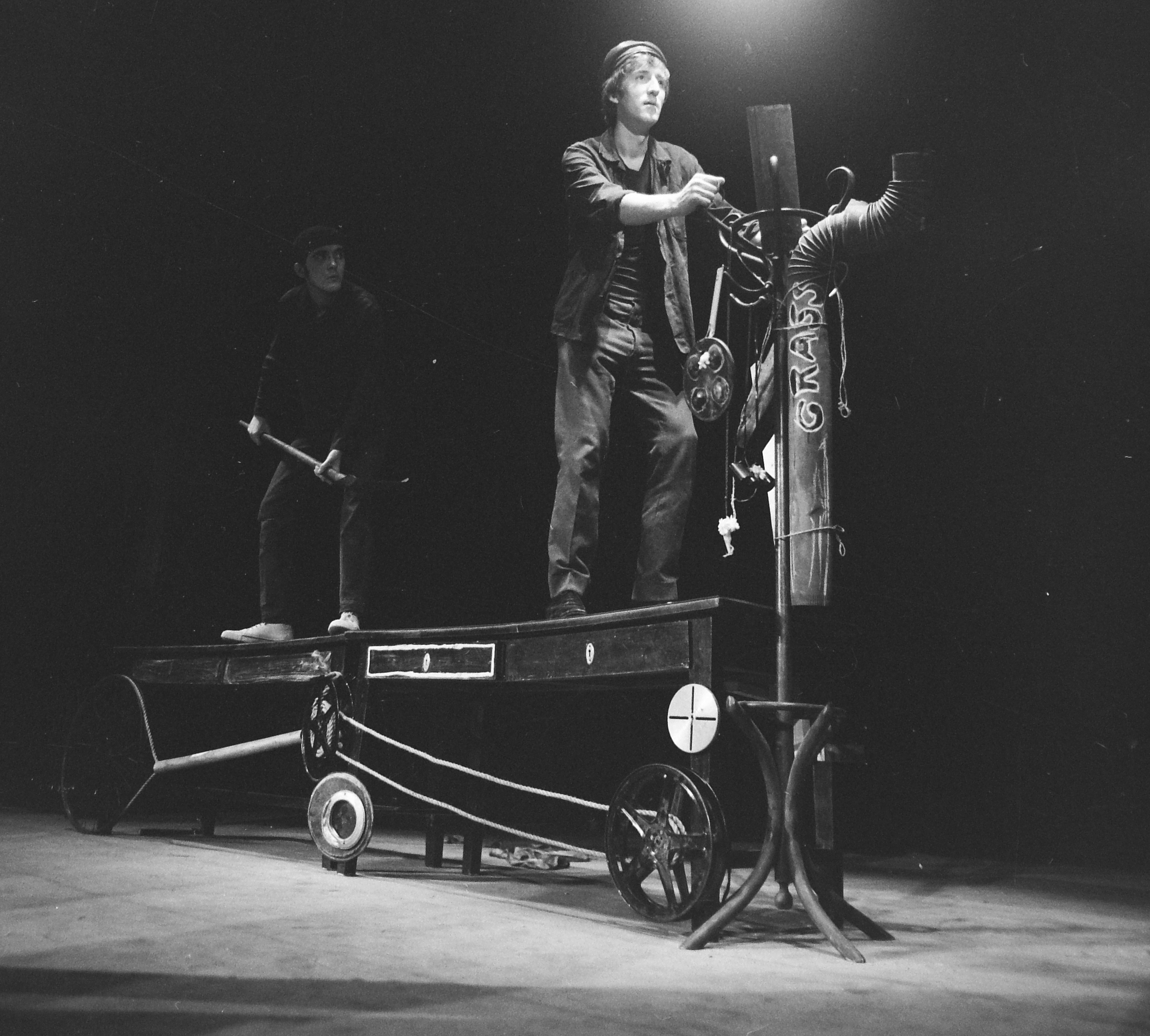
Albert Camus: Lázadás Asturiában, az Universitas Együttes előadásán (1972)

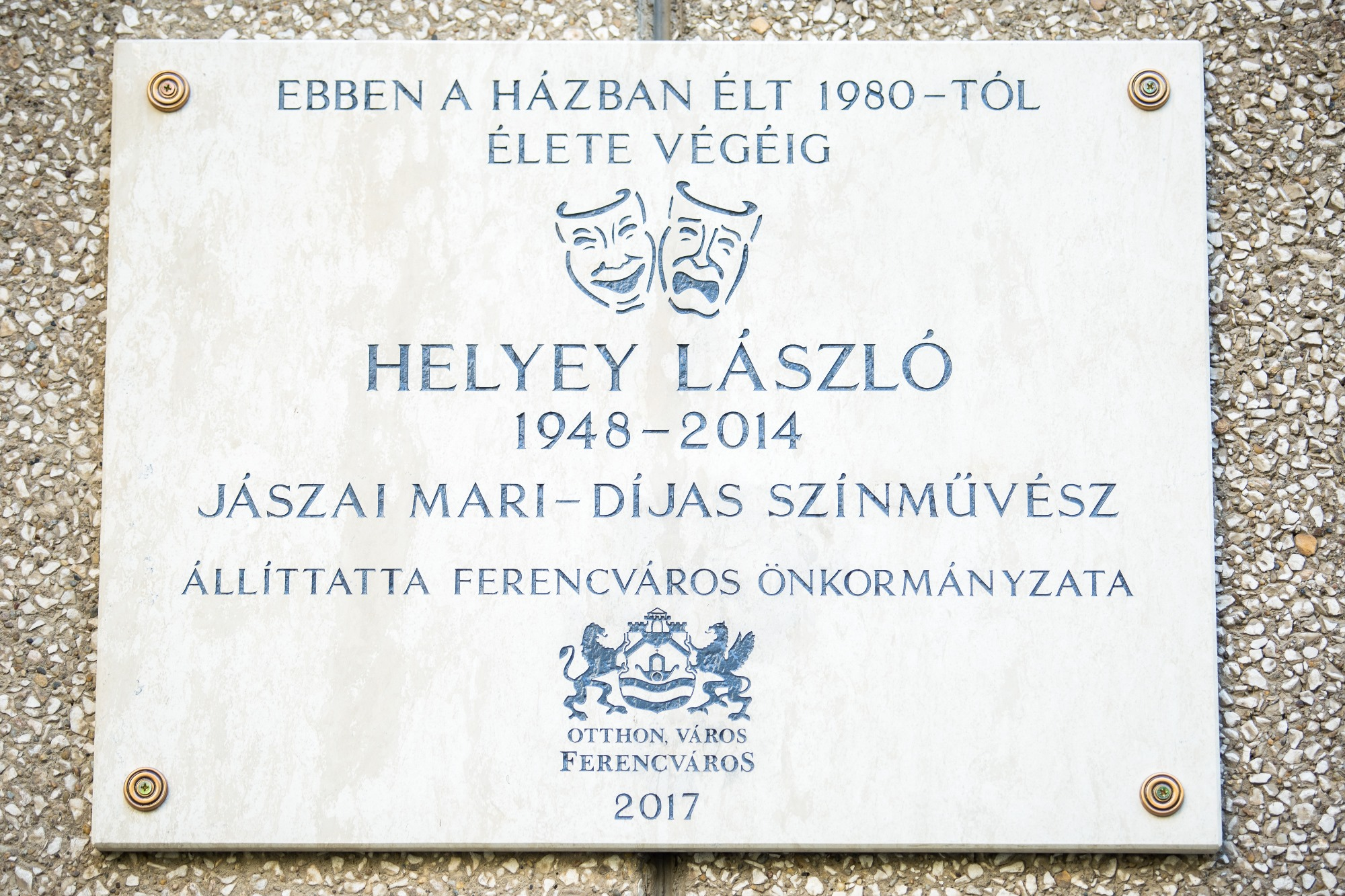
Az Ifjúmunkás u. 24. számú ház falán elhelyezett emléktábláját 2017. május 19-én avatták fel

## Életpályája
A színészi pálya megalapozásaként 1968-ban amatőr színészként játszott az Universitas Együttesben. 1975-ben diplomát szerzett a Színház- és Filmművészeti Főiskolán, majd a kaposvári Csiky Gergely Színházhoz szerződött. 1978-tól a Nemzeti Színház művésze, majd 1982-ben a Katona József Színház alapító tagja volt. 1984-től ismét a kaposvári Csiky Gergely Színház társulatában játszott, 1986-ban pedig a Pécsi Nemzeti Színházban folytatta színészi pályáját. 1987-től a szolnoki Szigligeti Színházban lépett fel, 1989-ben újra a kaposvári színházhoz szerződött. 1992–1996 között a Budapesti Kamaraszínház művésze volt. Utolsó éveiben az Újszínház tagja volt, mellette vidéken is vendégszerepelt.
Népszerű színművészként közel félszáz filmben és csaknem száz színdarabban játszott. Emellett kedvelt szinkronhang volt: az ő hangján szólalt meg rendszeresen Gérard Depardieu és Donald Sutherland, emellett maradandót alkotott Morgan Freeman hangjaként a Hetedikben, valamint Michael Gambont is szinkronizálta A szakács, a tolvaj, a feleség és a szeretője című Peter Greenaway-filmben.
2013 novemberében egy soproni vendégjáték próbáján rosszul lett, és tüdőembólia miatt kórházba került. 2014. január 3-án egy ritka betegségben, ún. tüdőfibrózisban hunyt el. Február 6-án római katolikus szertartás keretében búcsúztatták a Fiumei úti sírkertben. Később szűk családi körben helyezték örök nyugalomra.

## Fontosabb szerepei
- Beckett: Godot-ra várva... Pozzo
  - Szöveg és zene... Joe
- Rostand: Cyrano de Bergerac... Cyrano
- Csehov: Ivanov... Lvov doktor
  - Valahol Oroszországban... Versinyin
  - Cseresznyéskert... Jepidohov
  - Ványa bácsi... Asztrov
  - Sirály... Dorn
- Dumas–Várady Szabolcs: A három testőr... Athos
- Schwajda György: A szent család... A kisfiam
- Spiró György: Az imposztor... Kellékes
- John Ford: Kár, hogy kurva... Richardetto
- Bock: Hegedűs a háztetőn... Tevje
- Leigh–Wassermann: La Mancha lovagja... Don Quijote
- Orwell- Peasbee: Állatfarm... Bandi, a ló
- Eörsi I.: Sírkő és kakaó... Öregasszony
- von Horváth: Mesél a bécsi erdő... Alfréd
- Shakespeare: Troilus és Cressida... Achilles
  - III. Richárd... Buckingham hercege
  - Athéni Timon... Apemantus
  - Lear király... Edgar
  - A vihar... Antonio
- Szigligeti: Liliomfi... Liliomfi
- Fall: Pompadour... Calicot
- Williams: A vágy villamosa... Mitch
- Dumas: A három testőr... Athos
- Bulgakov: A Mester és Margarita... Mester
- Molière: Tartuffe... Orgon
- Frederick Loewe–Alan Jay Lerner: My Fair Lady... Henry Higgins
- Dürrenmatt: Angyal szállt le Babilonba... Akki, koldus
  - A nagy Romulus... Isaurai Zénó
- Brecht–Weil: Koldusopera... Peacock
- Brecht: Egy nagyváros dzsungelében... Schlink
- Kleist: A Schroffenstein csalás... Rupert
- Karinthy: Tanár úr, kérem... Steinmann
- Karinthy Márton: Korai fagy... Apa
- Poiret: Őrült nők ketrece... Georges
- Örkény: Tóték... Tót Lajos
- Jean Cocteau: Rettenetes szülők... Georges
- Marlowe: Doktor Faustus... Mephisto
- Gábor A.: Ciklámen... Kegyelmes úr
- Goldoni: A hazug... Pantalone
- Anouilh: Szeret, nem szeret... A tábornok
- Murphy: Ki kicsoda... J. P. W. King
- Lenz: A nevelő... von Berg őrnagy
- Koenigsmark: Agyő, kedvesem... Hules, gazdasági igazgató
- Weöres: A kétfejű fenevad... Windeck
- Vámos Miklós: Gáz van... Szerelő
- Páskándi Géza: Vendégség... Dávid Ferenc
- Jókai Mór: Bolondok grófja... Balkon, tiszttartó
- Márai Sándor: A gyertyák csonkig égnek... Henrik tábornok
- Szőke István Atilla: Országjáró Mátyás király... Mátyás király

## Filmszerepei
- 1973
  - A törökfejes kopja – Köcsög Pista
  - III. Richárd – Sir William Catesby
- 1974
  - Aranyborjú (tévéfilm)
  - Bástyasétány hetvennégy[10] – Doma Rudolf
  - Mr. McKinley szökése
  - Szikrázó lányok
  - Volpone – Mosca
- 1975
  - Ereszd el a szakállamat! – Pócsik Mihály
  - Legenda a nyúlpaprikásról – Legény
- 1976
  - Holtvágány (tévéfilm) – Állomásfőnök
  - Luther Márton és Münzer Tamás (tévéfilm)
  - Rendőrség (tévéfilm)
- 1977
  - Petőfi (tévésorozat) – Ferdinánd
- 1978
  - A Danton-ügy (tévéfilm)
  - Az erőd – Vendég
- 1979
  - A világ közepe (tévéfilm) – Mátyás király
- 1980
  - Ítélet előtt (tévésorozat a Farkasok című része) (tévésorozat)
- 1981
  - Mesék Mátyás királyról (rajzfilmsorozat) (1981–82) – Mesélő (hang)
  - P. Howard írta: Rejtő Jenő (tévéfilm) – Fülig Jimmy
- 1982
  - Egyensúly a természetben (természetfilm-sorozat) – Narrátor (hang)
  - Fazekak (tévéfilm)
  - Három szabólegények (tévéfilm) – Posztó Barnabás
  - Holtak hallgatása – Requiem egy hadseregért (tévéfilm)
  - Talpra, Győző! – Győző
- 1983
  - Boszorkányszombat – Óriás
  - Hanyatt-homlok – Nay, Deák ügyvéd barátja
  - Hungarian Dracula (tévéfilm) – Bignicev
  - Klapka légió (tévéfilm)
  - Magyar tájak (sorozat a Vértes című része) (tévésorozat) – Narrátor (hang)
  - Mint oldott kávé (tévésorozat) – Kászonyi Dániel
  - Osztozkodás (rövid tévéjáték) – Mat
- 1984
  - Az élet muzsikája – Lieder úr, a hegedűművész
  - Uramisten – Szilvia barátja
- 1985
  - A zenélő golyóbisok (rövid tévéjáték)
  - Mátyás, az igazságos (rajzfilm) – Mátyás király (hang)
  - Széchenyi napjai (tévésorozat) – Lichnowsky Eduárd
- 1986
  - Akli Miklós – Ferenc császár
  - Érzékeny búcsú a fejedelemtől – Csáky gróf
  - Hajnali háztetők
- 1987
  - Moziklip – Utas a vonaton (bejátszás az Ereszd el a szakállamat! című filmből)
- 1988
  - Szent család (tévéfilm)
  - Tanmesék a szexről – Narrátor (hang)
- 1989
  - A megközelíthetetlen (tévéfilm) – Carnot
- 1991
  - A préri pacsirtája (rövid rajz-játékfilm) – Sir Harold (hang)
  - Pán Péter (tévéfilm) – Mr. Durling
  - Uborka (tévésorozat) (hang)
- 1992
  - Sose halunk meg – Balogh II.
- 1993
  - Rizikó (tévésorozat) – Teodor
- 1995
  - Itt a vége, pedig milyen unalmasnak indult (tévéfilm) – Milton
  - Szamba – Beszédtanár
- 1996
  - Honfoglalás – Oleg fejedelem
- 1998
  - APEH – Mesék az adózásról (1998) – APEH (+ Szokolay Ottó) (hang)
  - Az öt zsaru (tévésorozat) – Halápi
- 1999
  - Balaton (ismeretterjesztő film) – Narrátor (hang)
- 2000
  - Glamour – Narrátor (hang)
- 2001
  - Macskamesék 1–2. (tervezett animációs sorozat) – Mesélő (hang)
- 2002
  - A Hídember – V. Ferdinánd király
- 2003
  - A titkos hely (rövid játékfilm) – Narrátor (hang)
  - Magyar vándor – Mátyás király
- 2004
  - Közel Afrikához – Közreműködő
- 2005
  - Résfilm (rövid játékfilm) – Narrátor (hang)
- 2006
  - Metamorfózis – Narrátor (hang)
- 2008
  - Homokszék (rövid játékfilm) – Narrátor (hang)

## Szinkronszerepei

### Filmek
| Év   | Cím                                                                       | Szereplő                            | Színész                  | Szinkron év |
| ---- | ------------------------------------------------------------------------- | ----------------------------------- | ------------------------ | ----------- |
| 1937 | A dublőz                                                                  | Tom Potts                           | Jack Carson              | 1979        |
| 1938 | Algír                                                                     | Slimane                             | Joseph Calleia           | 1998        |
| 1943 | A Goupi-tanya                                                             | Goupi Csimbók                       | René Génin               | 2004        |
| 1943 | A törvényenkívüli                                                         | Holliday doktor (doki)              | Walter Huston            | 1996        |
| 1949 | Férfi az Eiffel tornyon                                                   | Johann Radek                        | Franchot Tone            | 1994        |
| 1949 | New York kikötője (1. magyar szinkron)                                    | N/A                                 | N/A                      | 1992        |
| 1950 | A 73-as winchester                                                        | Steve Miller                        | Charles Drake            | 1980        |
| 1951 | A lény – egy másik világból                                               | Dr. Chapman                         | John Dierkes             | 1995        |
| 1951 | Afrika királynője                                                         | Samuel Sayer tiszteletes            | Robert Morley            | 1998        |
| 1952 | Az aranyhintó                                                             | A bikaviador                        | Riccardo Rioli           | 1994        |
| 1953 | Panoptikum – A viaszbabák háza                                            | Henry Jarrod professzor             | Vincent Price            | 2006        |
| 1954 | Casta diva                                                                | Ernesto Tosi                        | Jacques Castelot         | 1989        |
| 1956 | Buszmegálló                                                               | Virgil Blessing                     | Arthur O’Connell         | 1996        |
| 1956 | Versenyfutás a napért                                                     | Browne                              | Trevor Howard            | 1997        |
| 1957 | Újra szól a hatlövetű (3. magyar szinkron)                                | Dr. John „Doc” Holliday             | Kirk Douglas             | 1999        |
| 1959 | Salamon és Sába királynője (1. magyar szinkron)                           | Adónia                              | George Sanders           | 2004        |
| 1959 | Utolsó vonat Gun Hillből (2. magyar szinkron)                             | Craig Belden                        | Anthony Quinn            | 2001        |
| 1960 | A kapitány (2. magyar szinkron)                                           | François kapitány                   | Jean Marais              | 1994        |
| 1960 | Fehér árnyak                                                              | Inuk                                | Anthony Quinn            | 1991        |
| 1961 | A három testőr: A királyné nyakéke (2. magyar szinkron)                   | Richelieu bíboros                   | Daniel Sorano            | 1998        |
| 1961 | Barabás (1. magyar szinkron)                                              | N/A                                 | N/A                      | 1989        |
| 1961 | Navarone ágyúi                                                            | Csoportvezető                       | Norman Wooland           | 1991        |
| 1961 | Válás olasz módra (2. magyar szinkron)                                    | N/A                                 | N/A                      | 2007        |
| 1962 | Aki megölte Liberty Valance-t (első-két magyar szinkron)                  | Pompey                              | Woody Strode             | 1981        |
| 1962 | Aki megölte Liberty Valance-t (első-két magyar szinkron)                  | Ransom Stoddard                     | James Stewart            | 2000        |
| 1962 | Arábiai Lawrence (1. magyar szinkron)                                     | Fejszál herceg                      | Alec Guinness            | 1992        |
| 1962 | Ragadozók (2. magyar szinkron)                                            | Tom Goodwin                         | Kieron Moore             | 1996        |
| 1963 | Adrian Messenger listája                                                  | Raoul Le Borg                       | Jacques Roux             | 1995        |
| 1964 | A cirkusznak mennie kell                                                  | N/A                                 | N/A                      | 1999        |
| 1964 | Angélique, az angyali márkinő                                             | Jeoffrey de Peyrac                  | Robert Hossein           | 1995        |
| 1964 | Cyrano és D’Artagnan (2. magyar szinkron)                                 | Cyrano de Bergerac                  | José Ferrer              | 1997        |
| 1964 | Gyilkosság                                                                | N/A                                 | N/A                      | 1985        |
| 1965 | Dollár-trilógia 2.: Pár dollárral többért (1. magyar szinkron)            | White Rocks-i seriff                | Guillermo Méndez         | 1989        |
| 1965 | Angélique és a király                                                     | Jeoffrey de Peyrac                  | Robert Hossein           | 1995        |
| 1966 | A hét mesterlövész visszatér (2. magyar szinkron)                         | Lorca                               | Emilio Fernández         | 2000        |
| 1966 | Főnök inkognitóban                                                        | Pincér                              | Guy Grosso               | 1983        |
| 1966 | Winnetou és a félvér Apanacsi (1. magyar szinkron)                        | Sloan                               | Petar Dobric             | 1992        |
| 1967 | A legyőzhetetlen Angélique                                                | Jeoffrey de Peyrac                  | Robert Hossein           | 1995        |
| 1967 | A piszkos tizenkettő                                                      | Milo Vladek                         | Tom Busby                | 1983        |
| 1967 | A Szent Péter-hadművelet (2. magyar szinkron)                             | Napoleone                           | Lando Buzzanca           | 1977        |
| 1967 | Boszorkányok (1. magyar szinkron)                                         | Elio Ferocci                        | Alberto Sordi            | 1997        |
| 1967 | Forró éjszakában (2. magyar szinkron)                                     | Fryer                               | Peter Masterson          | 1988        |
| 1968 | Barbarella                                                                | Mark Hand                           | Ugo Tognazzi             | 2001        |
| 1968 | Ha… (2. magyar szinkron)                                                  | N/A                                 | N/A                      | 1989        |
| 1968 | Pokol a Csendes-óceánon (2. magyar szinkron)                              | Amerikai pilóta                     | Lee Marvin               | 1997        |
| 1968 | Tetőnk, a csillagos ég                                                    | Roger Pratt                         | Federico Boido           | 1990        |
| 1969 | A hatalom ára                                                             | Arthur McDonald                     | Warren Vanders           | 1989        |
| 1969 | A karbonárik (2. magyar szinkron)                                         | ?                                   | ?                        | 1996        |
| 1969 | Pacsirták cérnaszálon                                                     | Ügyész                              | Leos Sucharípa           | 1990        |
| 1970 | Cromwell (2. és 3. magyar szinkron)                                       | Sir Thomas Fairfax                  | Douglas Wilmer           | 1981        |
| 1970 | Cromwell (2. és 3. magyar szinkron)                                       | Oliver Cromwell                     | Richard Harris           | 2004        |
| 1970 | Egy kezdő hóhér első ügye                                                 | N/A                                 | N/A                      | 1991        |
| 1970 | Szamárbőr                                                                 | A kék király                        | Jean Marais              | 1998        |
| 1971 | A plébános felesége (2. magyar szinkron)                                  | N/A                                 | N/A                      | 1997        |
| 1971 | Az ördög jobb és bal keze 2.                                              | Seriff                              | Enzo Tarascio            | 1992        |
| 1971 | Egy marék dinamit (1. magyar szinkron)                                    | N/A                                 | N/A                      | 1984        |
| 1971 | Joe Hill balladája                                                        | George                              | Robert Faeder            | 1984        |
| 1971 | Minden lében két kanál – 7. rész: Tökéletes hasonmás (2. magyar szinkron) | Scott Maskell                       | Jeremy Burnham           | 1997        |
| 1971 | Pilátus és a többiek                                                      | Afranius                            | Andrzej Łapicki          | 1990        |
| 1972 | A keresztapa (2. magyar szinkron)                                         | Tom Hagen                           | Robert Duvall            | 1997        |
| 1972 | A stadion őrültjei (1. magyar szinkron)                                   | N/A                                 | N/A                      | 1976        |
| 1972 | A vadon szava                                                             | Charles                             | Friedhelm Lehmann        | 1983        |
| 1972 | Micsoda házasság! (2. magyar szinkron)                                    | Pete                                | Walter Matthau           | 2000        |
| 1972 | Suttogások és sikolyok                                                    | David, az orvos                     | Erland Josephson         | 1993        |
| 1972 | Vidám gazfickók                                                           | Larivière apát                      | Philippe Clay            | 1980        |
| 1973 | A fenevad                                                                 | A bej fia                           | Nurzsuman Ihtimbajev     | 1979        |
| 1973 | A három testőr, avagy a királyné gyémántjai (3. magyar szinkron)          | Porthos                             | Frank Finlay             | 1996        |
| 1973 | A szerencse fia                                                           | Millar professzor                   | Graham Crowden           | 1998        |
| 1973 | Az ötödik támadás                                                         | N/A                                 | N/A                      | 1984        |
| 1973 | Hagyj futni, testvér!                                                     | Billy Massey                        | Dean Martin              | 2001        |
| 1974 | A keresztapa II. (2. magyar szinkron)                                     | Tom Hagen                           | Robert Duvall            | 1997        |
| 1974 | A kétségbeesés utolsó órái                                                | A felügyelő asszisztense            | Giulio Baraghini         | 1991        |
| 1974 | A kicsi kocsi újra száguld (1. magyar szinkron)                           | Fred Loostgarten                    | Chuck McCann             | 1984        |
| 1974 | A négy testőr, avagy a Milady bosszúja (3. magyar szinkron)               | Porthos                             | Frank Finlay             | 1996        |
| 1974 | Bajorok a pácban                                                          | Oskar Stups                         | Gerry Thiele             | 1994        |
| 1974 | Borsalino és társai (1. magyar szinkron)                                  | Luciano                             | Adolfo Lastretti         | 1990        |
| 1974 | Lángoló kereszt                                                           | Track Bascomb seriff                | Lee Marvin               | 2004        |
| 1974 | Özönvíz                                                                   | N/A                                 | N/A                      | 2001        |
| 1975 | A genovai Fiesco összeesküvése (2. magyar szinkron)                       | Mohr                                | Peter Ehrlich            | 1992        |
| 1975 | Az ígéret földje (2. magyar szinkron)                                     | Müller                              | Franciszek Pieczka       | 2001        |
| 1975 | Az utolsó harcos                                                          | Báró                                | Max von Sydow            | 2000        |
| 1975 | Már ez is probléma?                                                       | Francia vámtisztviselő              | Jean-Jacques Moreau      | 1984        |
| 1976 | A farmeres zsaru                                                          | N/A                                 | N/A                      | 1991        |
| 1976 | A fejvadász                                                               | Roger Pilard, a fejvadász           | Jean-Paul Belmondo       | 1995        |
| 1976 | A sas leszállt (2. magyar szinkron)                                       | Kurt Steiner ezredes                | Michael Caine            | 1999        |
| 1976 | Csillag születik                                                          | Gary Danziger                       | Oliver Clark             | 1989        |
| 1976 | Égi lovasok                                                               | Jim McCabe                          | James Coburn             | 1995        |
| 1976 | Színről színre                                                            | Tomas Jacobi                        | Erland Josephson         | 1993        |
| 1977 | A félelem ára                                                             | Nilo                                | Francisco Rabal          | 2005        |
| 1977 | A híd túl messze van (1. magyar szinkron)                                 | Carlyle őrnagy                      | Christopher Good         | 1986        |
| 1977 | Charleston                                                                | Morris ügyvéd                       | Renzo Marignano          | 1998        |
| 1977 | Goodbye és ámen                                                           | N/A                                 | N/A                      | 1978        |
| 1977 | Gulliver utazásai (2. magyar szinkron)                                    | Gulliver                            | Richard Harris           | 1998        |
| 1978 | A bíborszínű virág (1. magyar szinkron)                                   | Kereskedő                           | Lev Durov                | 1995        |
| 1978 | A farmer lányai                                                           | Reynolds                            | Matt Clark               | 1981        |
| 1978 | Acél-cowboy                                                               | Bobby Hicks (Bob)                   | John Dennis Johnston     | 1991        |
| 1978 | Akit Buldózernek hívtak                                                   | Ghigo                               | Nando Paone              | 1982        |
| 1978 | Macska az űrből (1. magyar szinkron)                                      | Link                                | McLean Stevenson         | 1994        |
| 1978 | Navarone ágyúi 2. – Az új különítmény (1. magyar szinkron)                | Drazak százados                     | Richard Kiel             | 1991        |
| 1978 | Nosferatu: Az éjszaka fantomja (1. magyar szinkron)                       | Drakula gróf                        | Klaus Kinski             | 1996        |
| 1978 | Óvakodj a törpétől (első-két magyar szinkron)                             | Bob Scott                           | Bruce Solomon            | 1980        |
| 1978 | Óvakodj a törpétől (első-két magyar szinkron)                             | Bob Scott                           | Bruce Solomon            | 1987        |
| 1979 | A kis Fadette                                                             | Landry                              | Patrick Raynal           | 1983        |
| 1979 | A nagy szám                                                               | Percy Washington                    | Whitman Mayo             | 1995        |
| 1979 | A Poszeidon kaland                                                        | Mike Turner kapitány                | Michael Caine            | 1994        |
| 1979 | Apám elvisz Kaliforniába                                                  | Apa                                 | Paul Benedict            | 1983        |
| 1979 | Az életrevaló kismalac                                                    | Kukuri                              | Zurab Kapianyidze        | 1982        |
| 1979 | Csatár a pácban                                                           | Lucien                              | Bernard-Pierre Donnadieu | 1981        |
| 1979 | Halálos véletlen                                                          | ?                                   | ?                        | 1981        |
| 1979 | Hapci                                                                     | Az idegen                           | Reiner Schöne            | 1983        |
| 1979 | Meztelen vakáció                                                          | Giuliano                            | Maurizio Interlandi      | 1988        |
| 1979 | Rabbi a vadnyugaton (2. magyar szinkron)                                  | Avram Belinski                      | Gene Wilder              | 1995        |
| 1980 | „Betörő” Morant                                                           | J.F Thomas őrnagy                   | Jack Thompson            | 1994        |
| 1980 | Alcatraz                                                                  | Bernard Coy                         | Ronny Cox                | 1983        |
| 1980 | Amit tudni kell a győzelemről                                             | Leo Rafferty                        | Sean Caffrey             | 1989        |
| 1980 | Borivoje Surdilovic kalandos élete                                        | Borivoje Surdilovic „Surda”         | Ljubiša Samardžić        | 1982        |
| 1980 | Flash Gordon (2. és 3. magyar szinkron)                                   | Dr. Hans Zarkov                     | Hajím Topól              | 1998        |
| 1980 | Flash Gordon (2. és 3. magyar szinkron)                                   | Dr. Hans Zarkov                     | Hajím Topól              | 2001        |
| 1980 | Házibuli                                                                  | N/A                                 | N/A                      | 1984        |
| 1980 | Jelenetek a bábuk életéből (2. magyar szinkron)                           | Mogens Jensen, pszichiáter          | Martin Benrath           | 2005        |
| 1980 | Kalandok égen és vízen (1. magyar szinkron)                               | Noah Dugan                          | Elliott Gould            | 1992        |
| 1980 | Testvéri szeretet                                                         | Andrew Rose                         | Robert Foxworth          | 1995        |
| 1980 | Végzetes bosszú                                                           | N/A                                 | N/A                      | 2008        |
| 1981 | A kéz                                                                     | Jonathan Lansdale                   | Michael Caine            | 1995        |
| 1981 | A szenzáció áldozata                                                      | Robert Waddell                      | Barry Primus             | 1989        |
| 1981 | A város hercege (1. magyar szinkron)                                      | N/A                                 | N/A                      | 1984        |
| 1981 | Ágyúgolyó futam (1. magyar szinkron)                                      | A sejk                              | Jamie Farr               | 1985        |
| 1981 | Ágyúgolyó futam (1. magyar szinkron)                                      | New Jersey-i rendőr, Arthur társa   | Hal Carter               | 1985        |
| 1981 | Egy komp elmegy                                                           | N/A                                 | N/A                      | 1984        |
| 1981 | Elakadás (1. magyar szinkron)                                             | Mérnök                              | Václav Helsus            | 1987        |
| 1981 | És mindenki nevetett                                                      | Leon Leondopolous                   | George Morfogen          | 1999        |
| 1981 | Gőg                                                                       | N/A                                 | N/A                      | 1984        |
| 1981 | Menekülés a győzelembe (2. magyar szinkron)                               | John Colby százados                 | Michael Caine            | 2002        |
| 1981 | Menekülés New Yorkból (1. magyar szinkron)                                | Rehme                               | Tom Atkins               | 1988        |
| 1981 | Tarzan, a majomember                                                      | James Parker                        | Richard Harris           | 2002        |
| 1981 | Tűzszekerek                                                               | Gilbert & Sullivan társaság elnöke  | Jeremy Sinden            | 1982        |
| 1982 | A csendőr 6.: A csendőr és a csendőrlányok                                | Fehér öltönyös gengszter            | N/A                      | 1991        |
| 1982 | Gyilkosok utcája                                                          | Gragier ügyvéd                      | Vania Vilers             | 1984        |
| 1982 | Ivanhoe                                                                   | Robin Hood                          | Borisz Hmelnyickij       | 1985        |
| 1982 | Lear király                                                               | Cornwall                            | Julian Curry             | 1985        |
| 1982 | Sophie választása (2. magyar szinkron)                                    | Dr. Larry Landau                    | Stephen D. Newman        | 2001        |
| 1982 | Széplány ajándékba                                                        | André                               | Henri Guybet             | 1984        |
| 1982 | Vadak között                                                              | Luis                                | Joaquín Hinojosa         | 1986        |
| 1983 | A kívülálló                                                               | Rojinski felügyelő                  | Pierre Vernier           | 1991        |
| 1983 | Fegyőrnők                                                                 | Harry, Carol pasija                 | N/A                      | 1990        |
| 1983 | Herkules (1. magyar szinkron)                                             | Zeusz                               | Claudio Cassinelli       | 1990        |
| 1983 | James Bond 13.: Polipka (2. magyar szinkron)                              | Gobinda                             | Kabir Bedi               | 2001        |
| 1983 | Legyetek jók, ha tudtok                                                   | Jakab mester (üstkovács)            | Renzo Montagnani         | 1989        |
| 1983 | Szerelmeinkre                                                             | Az apa                              | Maurice Pialat           | 1998        |
| 1984 | 1984 (2. magyar szinkron)                                                 | O’Brien                             | Richard Burton           | 2000        |
| 1984 | A piros ruhás nő (1. magyar szinkron)                                     | Teddy Pierce                        | Gene Wilder              | 1994        |
| 1984 | Az utolsó csillagharcos                                                   | Grig                                | Dan O’Herlihy            | 1988        |
| 1984 | Borotvaélen                                                               | N/A                                 | N/A                      | 2002        |
| 1984 | Káosz                                                                     | N/A                                 | N/A                      | 1991        |
| 1984 | Mrs. Soffel – Börtönszerelem (1. magyar szinkron)                         | Peter Soffel börtönigazgató         | Edward Herrmann          | 1994        |
| 1984 | Vigília                                                                   | Ethan Ruir                          | Frank Whitten            | 1995        |
| 1985 | A lombikfeleség (1. magyar szinkron)                                      | Dr. Harry Wolper                    | Peter O’Toole            | 1993        |
| 1985 | Amerikai nindzsa (1. magyar szinkron)                                     | Curtis Jackson                      | Steve James              | 1989        |
| 1985 | Ausztrál expressz – III/5. rész: Jóbarátok (első-két magyar szinkron)     | Charles Withers                     | Peter Carroll            | 1991        |
| 1985 | Ausztrál expressz – III/5. rész: Jóbarátok (első-két magyar szinkron)     | Charles Withers                     | Peter Carroll            | 2000        |
| 1985 | Az Overlord hadművelet (2. magyar szinkron)                               | Jurgen Brausch                      | Max von Sydow            |             |
| 1985 | Az ügy nem zárult le                                                      | Thierry Berger                      | Alain Souchon            | 1989        |
| 1985 | Irány Trinidad!                                                           | Sepp                                | Elmar Wepper             | 1991        |
| 1985 | Kettős csapás                                                             | Filip                               | Žarko Radić              | 1989        |
| 1985 | Kulcs a Manderley-házhoz, avagy fedőneve Rebecca                          | Alex Wolff                          | David Soul               | 1993        |
| 1985 | Leggyorsabbak a világon                                                   | Bikentyij                           | Tristan Saralidze        | 1988        |
| 1985 | Molière                                                                   | Félszemű                            | Malcolm Storry           | 1993        |
| 1985 | Szép az élet                                                              | Gara, pilóta                        | Dragan Nikolić           | 1998        |
| 1985 | Teknőstörténet (1. magyar szinkron)                                       | William Snow                        | Ben Kingsley             | 1991        |
| 1985 | Vörös Szonja (1. magyar szinkron)                                         | Brytag                              | Pat Roach                | 1992        |
| 1986 | Áldozathozatal                                                            | Victor                              | Sven Wollter             | 1996        |
| 1986 | Egyszemélyes duett                                                        | Dr. Louis Feldman                   | Max von Sydow            | 2002        |
| 1986 | Fantasztikus labirintus (1. magyar szinkron)                              | Apa                                 | Christopher Malcolm      | 1987        |
| 1986 | Francia kapcsolat 3. – Popeye Doyle                                       | Popeye Doyle                        | Ed O’Neill               | 1996        |
| 1986 | Kemény fiúk temetője                                                      | N/A                                 | N/A                      | 1991        |
| 1986 | Murphy törvénye (1. magyar szinkron)                                      | Jack társa                          | N/A                      | 1989        |
| 1987 | A Beiderbecke-felvételek                                                  | John                                | David Battley            | 1989        |
| 1987 | A Nap birodalma                                                           | N/A                                 | N/A                      | 1989        |
| 1987 | A rejtett város                                                           | James Richards                      | Charles Dance            | 1991        |
| 1987 | Berlin felett az ég                                                       | Damiel                              | Bruno Ganz               | 1993        |
| 1987 | Búcsú Moszkvától                                                          | N/A                                 | N/A                      | 1992        |
| 1987 | Ideggyogyó (1. magyar szinkron)                                           | George Maitlin                      | Charles Grodin           | 1994        |
| 1987 | Kígyó, szív és párducfej                                                  | Hennri Glücklicher                  | August Zirner            | 1990        |
| 1987 | Összeesküvés – A chicagói nyolcak pere                                    | Leonard Weinglass                   | Elliott Gould            | 1990        |
| 1987 | Sura és Proszvirnyak                                                      | Viktor Proszvirnyak                 | Alekszandr Feklisztov    | 1995        |
| 1987 | Űrgolyhók                                                                 | Sandurz ezredes                     | George Wyner             | 1990        |
| 1988 | A férfi, akinek négy neve volt                                            | Dan                                 | Bernard Rosselli         | 1990        |
| 1988 | A macska                                                                  | Voss                                | Joachim Kemmer           | 1991        |
| 1988 | A párizsi diáklány (1. magyar szinkron)                                   | Monsieur Fortune                    | Guillaume Corea          | 1989        |
| 1988 | Az én kis barátnőm                                                        | Charles                             | Jacques Boudet           | 1989        |
| 1988 | Die Hard – Drágán add az életed! (1. magyar szinkron)                     | Hans Gruber                         | Alan Rickman             | 1989        |
| 1988 | Egy ember az örökkévalóságnak                                             | Cromwell                            | Benjamin Whitrow         | 1992        |
| 1988 | Egy másik asszony (2. magyar szinkron)                                    | Larry                               | Gene Hackman             | 1997        |
| 1988 | Élve vagy halva                                                           | John „Red Jack” Stillwell           | Scott Wilson             | 1989        |
| 1988 | Hasfelmetsző Jack (1. magyar szinkron)                                    | Frederick Abberline főfelügyelő     | Michael Caine            | 1991        |
| 1988 | Kiállítva (1. magyar szinkron)                                            | „Sleepy” Bill Burns                 | Christopher Lloyd        | 2005        |
| 1988 | Koktél                                                                    | Angoltanár                          | George Sperdakos         | 1989        |
| 1988 | Ötvenhárom hideg nyara                                                    | N/A                                 | N/A                      | 1990        |
| 1988 | Pascali szigete (1. magyar szinkron)                                      | Anthony Bowles                      | Charles Dance            | 1993        |
| 1988 | Prérivadászok Mexikóban 1-2.                                              | Kis André                           | Andreas Schmidt-Schaller | 1990        |
| 1988 | Segítség, apa lettem!                                                     | Pap                                 | Anthony Mockus, Sr.      | 1998        |
| 1988 | Szellemes karácsony                                                       | Earl Cross                          | Brian Doyle-Murray       | 1990        |
| 1988 | Vörös zsaru                                                               | Charlie Stobbs hadnagy              | Laurence Fishburne       | 1989        |
| 1989 | A forradalom nyara                                                        | XVI. Lajos                          | Bruno Cremer             | 1989        |
| 1989 | A gyilkosok köztünk vannak                                                | Simon Wiesenthal                    | Ben Kingsley             | 1989        |
| 1989 | A megtorló                                                                | Jesus                               | Del Zamora               | 1990        |
| 1989 | A mélység titka                                                           | Jammer Willis                       | John Bedford Lloyd       | 1990        |
| 1989 | A rejtélyes baleset                                                       | Pierce                              | Allan Pierce             | 1992        |
| 1989 | A szakács, a tolvaj, a feleség és a szeretője                             | Albert Spica                        | Michael Gambon           | 1990        |
| 1989 | Az életművész (2. magyar szinkron)                                        | Jake Fedderman                      | Joel Brooks              | 1994        |
| 1989 | Drogháború Las Vegasban                                                   | Lóvé                                | Thomas Mikal Ford        | 1991        |
| 1989 | Harlemi éjszakák (2. magyar szinkron)                                     | Sugar Ray                           | Richard Pryor            | 1990        |
| 1989 | Miss Marple történetei 10.: Rejtély az Antillákon                         | Edward Hillingdon                   | Michael Feast            | 1990        |
| 1989 | Nicsak, ki beszél!                                                        | Mr. Russ                            | Neal Israel              | 1990        |
| 1989 | Sternberg, a hullócsillag                                                 | Sternberg                           | Jean-Pierre Cornu        | 1995        |
| 1989 | V. Henrik (1. magyar szinkron)                                            | Pistol                              | Robert Stephens          | 1996        |
| 1989 | Vak végzet                                                                | Nick Parker                         | Rutger Hauer             | 1990        |
| 1989 | Vaklárma                                                                  | Dave Lyons                          | Gene Wilder              | 1989        |
| 1990 | A király ágyasa                                                           | Vittorio Amadeo király              | Timothy Dalton           | 1991        |
| 1990 | A zöldfülű                                                                | Strom                               | Raúl Juliá               | 1992        |
| 1990 | Bivaly nagy John (1. magyar szinkron)                                     | Cletus Morgan                       | Jimmy Dean               | 1992        |
| 1990 | Gyerekes szerelem (1. magyar szinkron)                                    | Duffy Bergman                       | Gene Wilder              | 1992        |
| 1990 | Isten kacaja                                                              | Jonathon Parker                     | Alastair Duncan          | 1992        |
| 1990 | Joe és a vulkán (1. magyar szinkron)                                      | Poggyászeladó                       | Barry McGovern           | 1991        |
| 1990 | Lököttek                                                                  | George                              | David Paymer             | 1990        |
| 1990 | Nagypapa karácsonyra                                                      | Reg Spencer                         | Simon Richards           | 1992        |
| 1990 | Nők fegyverben                                                            | Antonio Guidotti felügyelő          | Glauco Onorato           | 1992        |
| 1990 | Önkényes bíráskodás                                                       | Jassaf                              | David Jalil              | 1992        |
| 1990 | Összeomlás                                                                | Ignatyij                            | Anatolij Grosevoj        | 1991        |
| 1990 | Római huncutságok                                                         | Joe                                 | Carl Weintraub           | 1997        |
| 1990 | Titkos botrány                                                            | Tony                                | Elliott Gould            | 1993        |
| 1990 | Vadászat a Vörös Októberre                                                | Skip Tyler                          | Jeffrey Jones            | 1990        |
| 1991 | A fekete bársonyruha                                                      | N/A                                 | N/A                      | 1994        |
| 1991 | Hudson Hawk – Egy mestertolvaj aranyat ér                                 | George Kaplan                       | James Coburn             | 1993        |
| 1991 | Istenek fegyverzete 2. (1. magyar szinkron)                               | Tasza, csíkos zakós, turbános férfi | Jonathan Isgar           | 1992        |
| 1991 | Marhakonzerv-akció                                                        | Az elnök (hang)                     | Didier Gustin            | 1991        |
| 1991 | Molly és a szellem                                                        | John                                | Daniel Martine           | 1992        |
| 1991 | Művészi gyilkosság                                                        | N/A                                 | N/A                      | 1992        |
| 1991 | Neon City                                                                 | Bulk                                | Lyle Alzado              | 1992        |
| 1991 | Otthonom, Idaho                                                           | Bob Pigeon                          | William Richert          | 1993        |
| 1991 | Testvérharc (2. magyar szinkron)                                          | Abraham Lincoln elnök               | Jason Robards            | 2004        |
| 1991 | Titkolt titkosügynök                                                      | Albert Grelleau                     | Eddy Mitchell            | 1993        |
| 1991 | Törvényre törve                                                           | Frankie                             | Sal Richards             | 1991        |
| 1992 | A kakasdombi zsaru                                                        | Bosko Simic                         | Ljubiša Samardžić        | 1996        |
| 1992 | Alien 3.: A végső megoldás: halál                                         | Clemens                             | Charles Dance            | 1992        |
| 1992 | Beethoven                                                                 | George Newton                       | Charles Grodin           | 1992        |
| 1992 | Idegen a házban                                                           | Loursat                             | Jean-Paul Belmondo       | 2008        |
| 1993 | A báránysültek hallgatnak                                                 | Antonio Motel                       | Ezio Greggio             | 1994        |
| 1993 | A bérgyilkosnő                                                            | Bob                                 | Gabriel Byrne            | 1994        |
| 1993 | Beethoven 2.                                                              | George Newton                       | Charles Grodin           | 1994        |
| 1993 | Bopha                                                                     | Micah Mangena                       | Danny Glover             | 1995        |
| 1993 | Cyborg zsaru                                                              | Callan                              | Ron Smerczak             | 1995        |
| 1993 | Egy lövés a fejbe, öt a testbe (1. magyar szinkron)                       | Louis Carnegie                      | Dave Duffy               | 1994        |
| 1993 | Fiorile                                                                   | N/A                                 | N/A                      | 2004        |
| 1993 | Kika                                                                      | Nicholas                            | Peter Coyote             | 1995        |
| 1993 | Made in America                                                           | Halbert „Hal” Jackson               | Ted Danson               | 1994        |
| 1993 | Magnificat                                                                | Agnello                             | Vincenzo Crocitti        | 1999        |
| 1993 | Marilyn és Bobby                                                          | Joe Scoman                          | Jonathan Banks           | 1995        |
| 1993 | Priváthorvát és Wolframbarát                                              | Wolfram apja                        | Dóczy Péter              | 1993        |
| 1994 | A maharadzsa lánya 1-3.                                                   | Milai                               | Burt Young               | 1997        |
| 1994 | A szörnyeteg (1. magyar szinkron)                                         | Pascucci                            | Ivano Marescotti         | 1995        |
| 1994 | Faust                                                                     | Faust                               | Petr Čepek               | 1995        |
| 1994 | Herkules a Minotaurusz útvesztőjében (2. magyar szinkron)                 | Zeusz                               | Anthony Quinn            | 2012        |
| 1994 | Herkules és a tűzkarika (2. magyar szinkron)                              | Zeusz                               | Anthony Quinn            | 2012        |
| 1994 | Herkules és az amazonok (2. magyar szinkron)                              | Zeusz                               | Anthony Quinn            | 2012        |
| 1994 | Maugli, a dzsungel fia                                                    | Geofferey Brydon ezredes            | Sam Neill                | 1995        |
| 1995 | Benjamenta Intézet (2. magyar szinkron)                                   | Benjamenta úr                       | Gottfried John           | 2012        |
| 1995 | Die Hard 3. – Az élet mindig drága (1. magyar szinkron)                   | Mathias Targo                       | Nicholas Wyman           | 1995        |
| 1995 | Földönkívüli zsaru: Test és lélek                                         | George Francisco                    | Eric Pierpoint           | 1997        |
| 1995 | Holdárnyékban                                                             | Lorenzo                             | Tchéky Karyo             | 1998        |
| 1995 | Loch Ness                                                                 | Jonathan Dempsey                    | Ted Danson               | 1996        |
| 1995 | Mózes 1-2.                                                                | Mózes                               | Ben Kingsley             | 1997        |
| 1995 | Vad Bill (1. magyar szinkron)                                             | N/A                                 | N/A                      | 1996        |
| 1995 | Valaki más Amerikája                                                      | Alonso                              | Tom Conti                | 1998        |
| 1996 | A hó hatalma                                                              | Mérnök                              | Gabriel Byrne            | 1998        |
| 1996 | Három élet és egy halál                                                   | André                               | Féodor Atkine            | 1998        |
| 1996 | Michael Collins                                                           | Michael Collins                     | Liam Neeson              | 1997        |
| 1996 | Őt is anya szülte (első-két magyar szinkron)                              | Danny Boyle                         | Ciarán Hinds             | 1997        |
| 1996 | Őt is anya szülte (első-két magyar szinkron)                              | Danny Boyle                         | Ciarán Hinds             | 2001        |
| 1997 | A canterville-i kísértet                                                  | Hiram Otis                          | Rolf Saxon               | 1999        |
| 1997 | A szépész és a szörnyeteg                                                 | Borisz Pocsenko                     | Timothy Dalton           | 2002        |
| 1997 | Az élet sója                                                              | Jackson                             | Delroy Lindo             | 1998        |
| 1997 | Dühöngő folyó                                                             | Harry                               | Nigel Bennett            | 2005        |
| 1997 | Gyagyások serege                                                          | Quinton McHale hadnagyparancsnok    | Tom Arnold               | 1998        |
| 1997 | Játék és szenvedély                                                       | Theophilus                          | Clive Russell            | 1998        |
| 1997 | Nemo kapitány és a víz alatti város 1-2.                                  | Nemo kapitány                       | Michael Caine            | 1999        |
| 1997 | Őrült város                                                               | Brackett                            | Dustin Hoffman           | 1998        |
| 1997 | Senki többet (2. magyar szinkron)                                         | Monsieur K                          | Jean-François Balmer     | 2006        |
| 1998 | A légiós                                                                  | Mackintosh                          | Nicholas Farrell         | 1999        |
| 1998 | A nagy Lebowski                                                           | Walter Sobchak                      | John Goodman             | 1999        |
| 1998 | A nyomorultak                                                             | Javert felügyelő                    | Geoffrey Rush            | 1999        |
| 1998 | A rózsa vére                                                              | Köves                               | Safranek Károly          | 1998        |
| 1998 | A sivatag kincse                                                          | Abdurasam                           | Bernard-Pierre Donnadieu | 2000        |
| 1998 | Angyalok beszéde                                                          | Dr. Vicente Areavaga                | Franco Nero              | 1999        |
| 1998 | Betti néni                                                                | Hector Hulot báró                   | Hugh Laurie              | 1998        |
| 1998 | Deep Impact                                                               | Spurgeon „Hal” Tanner százados      | Robert Duvall            | 1998        |
| 1998 | Elizabeth                                                                 | Sir Francis Walsingham              | Geoffrey Rush            | 1999        |
| 1998 | Félelem és reszketés Las Vegasban                                         | Országúti járőr                     | Gary Busey               | 1999        |
| 1998 | Ha eljön Joe Black                                                        | Quince                              | Jeffrey Tambor           | 1999        |
| 1998 | Hamilton parancsnok                                                       | Hamilton                            | Peter Stormare           | 1999        |
| 1998 | Két apának mennyi a fele? (2. magyar szinkron)                            | Léo Brassac                         | Jean-Paul Belmondo       | 2008        |
| 1998 | Moby Dick                                                                 | Starbuck                            | Ted Levine               | 1999        |
| 1998 | Született szerelmesek                                                     | Richard                             | Bruce Jarchow            | 1999        |
| 1998 | Truman Show                                                               | Christof                            | Ed Harris                | 1998        |
| 1999 | A Földlakók nemi élete                                                    | Narrátor (hang)                     | David Hyde Pierce        | 2000        |
| 1999 | Alice Csodaországban                                                      | Álteknőc                            | Gene Wilder              | 2001        |
| 1999 | Copperfield Dávid                                                         | Murdstone                           | Trevor Eve               | 2000        |
| 1999 | Dogma                                                                     | Metatron                            | Alan Rickman             | 2001        |
| 1999 | Gyilkosság a kisvárosban                                                  | Cash Carter                         | Gene Wilder              | 2003        |
| 1999 | Stigmata                                                                  | Marion Petrocelli                   | Rade Šerbedžija          | 2000        |
| 2000 | A víz elmos minden nyomot                                                 | Michael McGivern nyomozó            | Frederic Forrest         | 2000        |
| 2000 | Az aranygyapjú legendája (1. magyar szinkron)                             | Zeusz                               | Angus Macfadyen          | 2000        |
| 2000 | Bíbor folyók                                                              | Pierre Niemans                      | Jean Reno                | 2001        |
| 2000 | El niño – A kisded                                                        | Rabló #2                            | Dóczy Péter              | 2000        |
| 2000 | Fújd szárazra, édes!                                                      | Phil                                | Alan Rickman             | 2001        |
| 2000 | Hamlet                                                                    | N/A                                 | N/A                      | 2002        |
| 2000 | Hegylakó 4. – A játszma vége                                              | Jacob Kell                          | Bruce Payne              | 2001        |
| 2000 | Koldus és királyfi                                                        | Lord Hertford                       | Jonathan Hyde            | 2001        |
| 2000 | Öld meg Rómeót! (2. magyar szinkron)                                      | Isaak O’Day                         | Delroy Lindo             | 2004        |
| 2000 | X-Men                                                                     | Eric Lensherr (Magneto)             | Ian McKellen             | 2000        |
| 2001 | A legyőzhetetlen                                                          | N/A                                 | N/A                      | 2005        |
| 2001 | A pénz nem minden                                                         | Bogumil Maslanka                    | Sylwester Maciejewski    | 2002        |
| 2001 | Amélie csodálatos élete                                                   | Mesélő (hang)                       | André Dussollier         | 2002        |
| 2001 | Lantana – A szövevény                                                     | John Knox                           | Geoffrey Rush            | 2003        |
| 2001 | Ocean’s Eleven – Tripla vagy semmi                                        | Reuben Tishkoff                     | Elliott Gould            | 2002        |
| 2001 | Szembesítés                                                               | Wallace tábornok                    | R. Lee Ermey             | 2002        |
| 2001 | Varian háborúja                                                           | Varian Fry                          | William Hurt             | 2001        |
| 2001 | Viktória és Albert                                                        | Lord William Lamb                   | Nigel Hawthorne          | 2004        |
| 2002 | A Skorpiókirály                                                           | Narrátor (hang)                     | N/A                      | 2002        |
| 2002 | A szerető                                                                 | Ivan                                | Szergej Garmas           | 2004        |
| 2002 | Csábító a bejárónőm                                                       | Jacques                             | Jean-Pierre Bacri        | 2005        |
| 2002 | Pókember                                                                  | J. Jonah Jameson                    | J. K. Simmons            | 2002        |
| 2002 | Soha ne mondd, hogy véged!                                                | ?                                   | ?                        | 2003        |
| 2003 | Swimming Pool                                                             | John Bosload                        | Charles Dance            | 2004        |
| 2003 | Totál szívás                                                              | François Bricard                    | Richard Bohringer        | 2005        |
| 2003 | X-Men 2.                                                                  | Eric Lensherr (Magneto)             | Ian McKellen             | 2003        |
| 2004 | A konyhában soha                                                          | Marcello                            | Gigi Proietti            | 2006        |
| 2004 | Mindörökké melletted                                                      | Coeur felügyelő                     | Philippe Dormoy          | 2006        |
| 2004 | Modigliani                                                                | Pablo Picasso                       | Omid Djalili             | 2005        |
| 2004 | Neveletlen hercegnő 2. – Eljegyzés a kastélyban                           | Mabrey vicomte                      | John Rhys-Davies         | 2005        |
| 2004 | Ocean’s Twelve – Eggyel nő a tét                                          | Reuben Tishkoff                     | Elliott Gould            | 2005        |
| 2004 | Picadilly Jim                                                             | Bingley Crocker                     | Tom Wilkinson            | 2006        |
| 2004 | Pókember 2.                                                               | J. Jonah Jameson                    | J. K. Simmons            | 2004        |
| 2005 | Candy                                                                     | Casper                              | Geoffrey Rush            | 2007        |
| 2005 | Családom és egyéb állatfajták                                             | Theodore Stephanides                | Chris Langham            | 2007        |
| 2006 | Drágaságom                                                                | Jacques                             | Vernon Dobtcheff         | 2008        |
| 2006 | Párizs, szeretlek!                                                        | Narrátor (hang)                     | Emmanuel Finkiel         | 2008        |
| 2006 | Rudolf – Sissi egyetlen fia                                               | Ferenc József császár               | Klaus Maria Brandauer    | 2007        |
| 2006 | X-Men 3.                                                                  | Eric Lensherr (Magneto)             | Ian McKellen             | 2006        |
| 2007 | Elizabeth: Az aranykor                                                    | Sir Francis Walsingham              | Geoffrey Rush            | 2007        |
| 2007 | Ocean’s Thirteen – A játszma folytatódik                                  | Reuben Tishkoff                     | Elliott Gould            | 2007        |
| 2007 | Pókember 3.                                                               | J. Jonah Jameson                    | J. K. Simmons            | 2007        |
| 2007 | Sötét, mint az olaj                                                       | Arias                               | Ismael „East” Carlo      | 2008        |
| 2007 | Sweeney Todd, a Fleet Street démoni borbélya                              | Turpin bíró                         | Alan Rickman             | 2008        |
| 2007 | Váltság-Nobel-díj                                                         | Eli Michaelson                      | Alan Rickman             | 2009        |
| 2008 | Égető bizonyíték                                                          | CIA-felettes                        | J. K. Simmons            | 2009        |
| 2008 | Négy karácsony                                                            | Howard                              | Robert Duvall            | 2008        |
| 2008 | Vén tengeri medvék                                                        | Zebulon Hedge kapitány              | David Carradine          | 2010        |
| 2009 | A hullagyártó                                                             | Jim                                 | Ron Perlman              | 2010        |
| 2009 | Az elektromos ködben                                                      | Julie „Baby Feet” Balboni           | John Goodman             | 2009        |
| 2010 | A király beszéde (2. magyar szinkron)                                     | Lionel Logue                        | Geoffrey Rush            | 2011        |
| 2010 | A mennyországot választom                                                 | N/A                                 | N/A                      | 2013        |
| 2011 | Fapados történet                                                          | Jean-Claude                         | Gérard Darmon            | 2012        |
| 2011 | Harry Potter 7.: Harry Potter és a Halál ereklyéi 2. rész                 | Aberforth Dumbledore                | Ciarán Hinds             | 2011        |
| 2011 | Hupikék törpikék                                                          | Henri                               | Tim Gunn                 | 2011        |
| 2011 | Krízispont                                                                | John Tuld                           | Jeremy Irons             | 2012        |
| 2012 | A Csodacsapat                                                             | Foucher                             | André Penvern            | 2013        |
| 2012 | A titánok haragja                                                         | Zeusz                               | Liam Neeson              | 2012        |
| 2012 | Dől a moné                                                                | Lionel Shahbandar                   | Alan Rickman             | 2013        |
| 2012 | Kvartett – A nagy négyes                                                  | Cedric Livingston                   | Michael Gambon           | 2013        |
| 2013 | A komornyik                                                               | Ronald Reagan                       | Alan Rickman             | 2013        |
| 2013 | Farkas                                                                    | Eric Lensherr / Magneto             | Ian McKellen             | 2013        |

### Muppet Show
| Év   | Évad | Epizód | Epizódcím                            | Szereplő     | Szinkronhang | Szinkron év |
| ---- | ---- | ------ | ------------------------------------ | ------------ | ------------ | ----------- |
| 1977 | 2    | 16     | Cleo Laine                           | Floyd Pepper | Jerry Nelson | 1982        |
| 1978 | 3    | 11     | Raquel Welch (1. magyar szinkron)    | Floyd Pepper | Jerry Nelson | 1982        |
| 1978 | 3    | 14     | Harry Belafonte (1. magyar szinkron) | Floyd Pepper | Jerry Nelson | 1981        |
| 1978 | 3    | 16     | Danny Kaye (1. magyar szinkron)      | Floyd Pepper | Jerry Nelson | 1981        |
| 1979 | 4    | 1      | John Denver                          | Floyd Pepper | Jerry Nelson | 1982        |
| 1979 | 4    | 3      | Shields és Yarnell                   | Floyd Pepper | Jerry Nelson | 1985        |
| 1979 | 4    | 6      | Linda Lavin                          | Floyd Pepper | Jerry Nelson | 1984        |
| 1979 | 4    | 7      | Dudley Moore (1. magyar szinkron)    | Floyd Pepper | Jerry Nelson | 1983        |
| 1979 | 4    | 14     | Liza Minnelli (1. magyar szinkron)   | Floyd Pepper | Jerry Nelson | 1981        |
| 1979 | 4    | 18     | Christopher Reeve                    | Floyd Pepper | Jerry Nelson | 1982        |
| 1979 | 4    | 22     | Andy Williams                        | Floyd Pepper | Jerry Nelson | 1985        |
| 1979 | 4    | 24     | Diana Ross (1. magyar szinkron)      | Floyd Pepper | Jerry Nelson | 1983        |
| 1980 | 5    | 4      | Shirley Bassey                       | Floyd Pepper | Jerry Nelson | 1982        |

### Sorozatok
| Év        | Cím                                      | Szereplő                              | Színész            | Szinkron év |
| --------- | ---------------------------------------- | ------------------------------------- | ------------------ | ----------- |
| 1971      | Az Onedin család I. (2. magyar szinkron) | James Onedin                          | Peter Gilmore      | 1996        |
| 1972-1980 | Az Onedin család II-XIII                 | James Onedin                          | Peter Gilmore      | 1996-1997   |
| 1973      | Columbo II. (2. magyar szinkron)         | Dexter Paris / Norman Paris           | Martin Landau      | 1993        |
| 1974      | Golgota 5-13.                            | Ivan Gora                             | Vlagyimir Bogin    | 1978        |
| 1977      | A keresztapa legendája                   | Sonny Corleone                        | James Caan         | 1995        |
| 1977      | Derrick IV. (2. magyar szinkron)         | N/A                                   | N/A                | 2010        |
| 1979      | Forró szél                               | Borivoje Surdilovic „Surda”           | Ljubiša Samardžić  | 1984        |
| 1979      | Hazárd megye lordjai I.                  | N/A                                   | N/A                | 1984        |
| 1981-1983 | Zsarublues I-IV.                         | Frank Furillo kapitány                | Daniel J. Travanti | 1997-2000   |
| 1982      | Marco Polo                               | Giuseppe                              | Gino Santercole    | 1984        |
| 1982      | Marco Polo                               | Talib                                 | Terry Raven        | 1984        |
| 1983-1985 | Ausztrál expressz                        | Charles Withers                       | Peter Carroll      | 1990-1991   |
| 1984      | A szerencselovag                         | Zwirner                               | Klaus Wennemann    | 1986        |
| 1985      | Észak és Dél                             | Tillet Main                           | Mitchell Ryan      | 1999        |
| 1985      | Magnum VI.                               | Inky                                  | Clive Revill       | 1996        |
| 1987      | Derrick XIV.                             | Bruno Viebach                         | Will Danin         | 1989        |
| 1987      | Power kapitány és a jövő katonái         | Matthew „Sólyom” Masterson őrnagy     | Peter MacNeill     | 1992        |
| 1990      | Twin Peaks I.                            | Dr. Lawrence Jacoby                   | Russ Tamblyn       | 1991        |
| 1992      | Time Trax - Hajsza az időn át I.         | Randall Quinn                         | Bryan Marshall     | 1998        |
| 1992      | Váratlan utazás III.                     | Mr Dimple                             | Christopher Lloyd  | 1994        |
| 1993      | Hegylakó II.                             | Carter                                | Géza Kovács        | 1997        |
| 1995      | Rocca parancsnok I/1-4.                  | Giovanni Rocca                        | Gigi Proietti      | 2000        |
| 1996      | Hegylakó V.                              | A hírnök                              | Ron Perlman        | 1998        |
| 1996      | Miss Pszichozsaru                        | Bailey Malone ügynök (+ Orosz István) | Robert Davi        | 1997        |
| 1996      | Sandokan visszatér (1. magyar szinkron)  | Sandokan                              | Kabir Bedi         | 1999        |
| 2005      | Agatha Christie: Poirot X.               | Rufus Van Aldin                       | Elliott Gould      | 2006        |

### Rajz- és animációs filmek
| Év   | Cím                                                            | Szereplő                          | Szinkronhang        | Szinkron év |
| ---- | -------------------------------------------------------------- | --------------------------------- | ------------------- | ----------- |
| 1955 | Susi és Tekergő                                                | Boris                             | Alan Reed           | 1997        |
| 1957 | A világ teremtése (2. magyar szinkron)                         | Narrátor                          | François Périer     | 1991        |
| 1960 | 101 kiskutya (2. magyar szinkron)                              | Ezredes                           | J. Pat O’Malley     | 1995        |
| 1982 | Aladdin és a csodalámpa (1. magyar szinkron)                   | Lámpa szelleme                    | Kitamura Kazuo      | 1986        |
| 1982 | Maci Laci ajándéka (1. magyar szinkron)                        | Blake rendőrfőnök                 | Allan Melvin        | 1990        |
| 1983 | A szeleniták titka, avagy utazás a Holdra (1. magyar szinkron) | Nyargaló / Nyakigláb              | N/A                 | 1983        |
| 1986 | A három testőr (1. magyar szinkron)                            | Aramis                            | N/A                 | 1990        |
| 1986 | Gondos bocsok 2. – Az új generáció (1. magyar szinkron)        | Nagy kívánság csillag             | Chris Wiggins       | 1991        |
| 1986 | Ivanhoe (első-két magyar szinkron)                             | Sir Brian de Bois-Guilbert        | N/A                 | 1990        |
| 1986 | Ivanhoe (első-két magyar szinkron)                             | Sir Brian de Bois-Guilbert        | N/A                 | 1992        |
| 1987 | Don Quijote                                                    | Don Quijote                       | Robert Helpmann     | 1989        |
| 1987 | G.I. Joe (1. magyar szinkron)                                  | Serpentor                         | Richard Gautier     | 1990        |
| 1987 | G.I. Joe (1. magyar szinkron)                                  | Dr. Agyaturján                    | Brian Cummings      | 1990        |
| 1987 | G.I. Joe (1. magyar szinkron)                                  | Tunnel Rat                        | Laurie Faso         | 1990        |
| 1987 | G.I. Joe (1. magyar szinkron)                                  | Dial Tone                         | Hank Garrett        | 1990        |
| 1987 | G.I. Joe (1. magyar szinkron)                                  | Mercer                            | Kristoffer Tabori   | 1990        |
| 1987 | G.I. Joe (1. magyar szinkron)                                  | Flint                             | Bill Ratner         | 1990        |
| 1987 | G.I. Joe (1. magyar szinkron)                                  | Kasza                             | Christopher Collins | 1990        |
| 1987 | G.I. Joe (1. magyar szinkron)                                  | Zartan                            | Zack Hoffman        | 1990        |
| 1987 | G.I. Joe (1. magyar szinkron)                                  | Alpine                            | Lee Weaver          | 1990        |
| 1987 | G.I. Joe (1. magyar szinkron)                                  | Low Light                         | Charles Adler       | 1990        |
| 1987 | G.I. Joe (1. magyar szinkron)                                  | Zandar                            | Peter Cullen        | 1990        |
| 1987 | G.I. Joe (1. magyar szinkron)                                  | További szereplők                 | N/A                 | 1990        |
| 1988 | Tapsi Hapsi a sport féktelen világában                         | Kommentátor a baseball stadionban | Robert C. Bruce     | 1991        |
| 1992 | Pöttöm Panna (1. magyar szinkron)                              | Pöttöm Panna apjaVakond úr        | N/A                 | 1995        |
| 1994 | A karácsonyfa                                                  | Iggy Lou                          | G. Brian Reynolds   | 2006        |
| 1996 | A Notre Dame-i toronyőr                                        | Frollo (Szvétek László (ének))    | Tony Jay            | 1996        |
| 1998 | A bűvös kard – Camelot nyomában (1. magyar szinkron)           | Merlin                            | John Gielgud        | 1998        |
| 1998 | Camelot – A kerekasztal lovagjai                               | Arthur király                     | Garry Chalk         | 1998        |
| 2009 | A fantasztikus Róka úr                                         | Bán Frank                         | Michael Gambon      | 2010        |
| 2011 | Az utolsó napom                                                | Másik férfi a tömegben            | N/A                 | 2011        |

### Rajzfilm és animációs sorozatok
| Év        | Cím                                                         | Szereplő                  | Szinkronhang     | Szinkron év |
| --------- | ----------------------------------------------------------- | ------------------------- | ---------------- | ----------- |
| 1962      | A Jetson család I. (1. magyar szinkron)                     | Biztos úr                 | N/A              | 1990        |
| 1963      | Magilla Gorilla show 13-31.                                 | N/A                       | N/A              | 1981        |
| 1981      | Patrick, a postás I.                                        | Postás Pat                | Ken Barrie       | 1999        |
| 1982      | A repülő ház                                                | N/A                       | N/A              | 1994        |
| 1982      | Janó és Bíbice (1. magyar szinkron)                         | Gregor gróf               | Paul Winchell    | 1994        |
| 1983      | Alvin és a mókusok I.                                       | Harry bácsi               | Frank Welker     | 1989        |
| 1983      | Csip-csup csodák                                            | Minta úr (+ Surányi Imre) | N/A              | 1988        |
| 1984      | Ferdy, a hangya I/2-13. (1. magyar szinkron)                | Oszkár Csiga              | N/A              | 1990        |
| 1985      | Az elsüllyedt világok I.                                    | Galileo Galilei           | N/A              | 1988        |
| 1989      | Alfréd, a kacsa                                             | Sherlock Holmes           | N/A              | 1993        |
| 1989-1990 | Chip és Dale – A Csipet Csapat II-III. (1. magyar szinkron) | Seymour                   | Danny Gans       | 1991        |
| 1989-1990 | Chip és Dale – A Csipet Csapat II-III. (1. magyar szinkron) | Ribbit                    | Frank Welker     | 1991        |
| 1990      | A bolygó kapitánya I. (MTV-szinkron)                        | Pikkelyes Sugárnyelő      | Dean Stockwell   | 1996        |
| 1991      | A bolygó kapitánya II.                                      | Pikkelyes Sugárnyelő      | Dean Stockwell   | 1999        |
| 1992      | A nyomorultak (1. magyar szinkron)                          | Jean Valjean              | Bernard Woringer | 1995        |
| 1992      | Gyümölcsország lakói                                        | Narrátor                  | Captain Sensible | 1998        |
| 1995      | Zatur, a csodacsacsi                                        | Miriam apja               | N/A              | 1997        |
| 1996      | Patrick, a postás II.                                       | Postás Pat                | Ken Barrie       | 1999        |
| 1997      | Űrdinkák I.                                                 | Etno Polino               | Eric Le Roch     | 1999        |

## Színészek

### Gérard Depardieu-filmográfia
| Év   | Cím                                                  | Szereplő                          | Szinkron év |
| ---- | ---------------------------------------------------- | --------------------------------- | ----------- |
| 1970 | Esténként a kormoránok rikácsolnak a dzsunkák felett | Henri                             | 1982        |
| 1978 | A cukor                                              | Raoul-Renaud Homecourt            | 1980        |
| 1980 | Amerikai nagybácsim (1. magyar szinkron)             | René Ragueneau                    | 1982        |
| 1985 | Estélyi ruha                                         | Bob                               | 2008        |
| 1988 | Camille Claudel (2. magyar szinkron)                 | Auguste Rodin                     | 2005        |
| 1989 | Hazafelé                                             | Christian Gauthier                | 1999        |
| 1989 | Túl szép hozzád                                      | Bernard Barthélémy                | 1990        |
| 1990 | Cyrano de Bergerac                                   | Cyrano de Bergerac                | 1991        |
| 1990 | Uranus                                               | Léopold                           | 2005        |
| 1990 | Zöld kártya                                          | Georges                           | 1991        |
| 1991 | Hanta-palinta                                        | André Arnel                       | 1993        |
| 1991 | Minden reggel                                        | Marin Marais                      | 1994        |
| 1992 | 1492 – A Paradicsom meghódítása (2. magyar szinkron) | Kolumbusz Kristóf                 | 2003        |
| 1994 | Apám, a hős (első-két magyar szinkron)               | Andre                             | 1994        |
| 1994 | Apám, a hős (első-két magyar szinkron)               | Andre                             | 2009        |
| 1994 | Elisa                                                | Jacques „Lébovitch” Desmoulin     | 1997        |
| 1994 | Puszta formalitás                                    | Onoff                             | 1998        |
| 1995 | Zűrangyalok                                          | Antoine Carco                     | 1997        |
| 1996 | A titkosügynök                                       | Ossipon                           | 1997        |
| 1996 | Segíts, mumus!                                       | Mumus                             | 1997        |
| 1997 | Nagydarab és Kicsiagy                                | Jean Bourdalou                    | 2007        |
| 1998 | A vasálarcos                                         | Porthos                           | 1998        |
| 1998 | Éjkirálynő nappal                                    | Laurent Gaspard                   | 2000        |
| 1998 | Monte Cristo grófja 1-4.                             | Edmond Dantès/Le père Dantès      | 1998        |
| 1999 | Asterix és Obelix                                    | Obelix                            | 1999        |
| 1999 | Híd két part között                                  | Georges                           | 2004        |
| 2000 | 102 kiskutya                                         | Jean-Pierre LeNyúz                | 2001        |
| 2000 | Mirka                                                | Strix                             | 2001        |
| 2000 | A nyomorultak                                        | Jean Valjean                      | 2007        |
| 2000 | Színészek                                            | Gérard Depardieu                  | 2004        |
| 2000 | Vatel                                                | François Vatel                    | 2000        |
| 2001 | Addig jár a korsó a kútra…                           | Félix Santini                     | 2002        |
| 2001 | Vidocq                                               | Vidocq                            | 2002        |
| 2002 | A királyasszony lovagja                              | Don Salluste                      | 2006        |
| 2002 | Asterix és Obelix: A Kleopátra-küldetés              | Obelix                            | 2002        |
| 2002 | Blanche, a bosszúálló angyal                         | D’Artagnan                        | 2003        |
| 2002 | Dina vagyok                                          | Jacob                             | 2003        |
| 2002 | Napóleon                                             | Joseph Fouché                     | 2002        |
| 2002 | Szellemek városa                                     | Emile                             | 2003        |
| 2002 | Szeresd apádat                                       | Leo Shepherd                      | 2004        |
| 2003 | Balhé                                                | Daniel Foray                      | 2003        |
| 2003 | Bon voyage                                           | Jean-Étienne Beaufort             | 2010        |
| 2003 | Hallgatási fogadalom                                 | Joachim                           | 2003        |
| 2003 | Muskétás kisasszony                                  | Mazarin bíboros                   | 2003        |
| 2003 | Muskétás kisasszony                                  | Mazarin bíboros                   | 2005        |
| 2003 | Nathalie…                                            | Bernard                           | 2011        |
| 2003 | Pofa be!                                             | Quentin                           | 2004        |
| 2003 | Volpone                                              | Volpone                           | 2004        |
| 2004 | 36 – Harminchat                                      | Denis Klein                       | 2005        |
| 2004 | Bátrak harca – Az új Franciaország                   | Thomas Blondeau lelkész           | 2007        |
| 2004 | San Antonio                                          | Alexandre-Benoît Bérurier hadnagy | 2006        |
| 2004 | Változó idők                                         | Antoine Lavau                     | 2006        |
| 2005 | Az utolsó vakáció                                    | Didier séf                        | 2006        |
| 2005 | Bomlott Boudu beköltözött                            | Boudu                             | 2006        |
| 2005 | Csajozós páros                                       | Serge                             | 2005        |
| 2005 | Eladó a szerelem                                     | Charly                            | 2007        |
| 2005 | Olé!                                                 | François Veber                    | 2008        |
| 2006 | Amikor énekes voltam                                 | Alain Moreau                      | 2007        |
| 2006 | Párizs, szeretlek!                                   | A bisztró tulajdonosa             | 2008        |
| 2007 | Michou története                                     | Georges                           | 2008        |
| 2007 | Piaf                                                 | Louis Leplée                      | 2007        |
| 2008 | Asterix az olimpián                                  | Obelix                            | 2008        |
| 2008 | Babylon A.D.                                         | Gorsky                            | 2010        |
| 2008 | Bellamy                                              | Paul Bellamy                      | 2009        |
| 2008 | Coco                                                 | Kardiológus                       | 2011        |
| 2008 | Disco                                                | Jean-François                     | 2009        |
| 2008 | Halálos közellenség 1.                               | Guido                             | 2009        |
| 2008 | Hello Goodbye                                        | Alain Gaash                       | 2011        |
| 2009 | Diamant 13                                           | Mat                               | 2009        |
| 2010 | Nem beszélek zöldségeket!                            | Germain Chazes                    | 2011        |
| 2010 | Született feleség                                    | Maurice Babin                     | 2011        |
| 2011 | Raszputyin                                           | Raszputyin                        | 2013        |
| 2012 | Asterix és Obelix: Isten óvja Britanniát             | Obelix                            | 2012        |

### Donald Sutherland-filmográfia
| Év   | Cím                                                   | Szereplő                 | Szinkron év |
| ---- | ----------------------------------------------------- | ------------------------ | ----------- |
| 1970 | Kelly hősei                                           | Csodabogár               | 1984        |
| 1973 | Ne nézz vissza! (1. magyar szinkron)                  | John Baxter              | 2001        |
| 1975 | A sáska napja (2. magyar szinkron)                    | Homer Simpson            | 1996        |
| 1976 | A sas leszállt (1. magyar szinkron)                   | Liam Devlin              | 1990        |
| 1977 | Vérrokonok                                            | Steve Carella nyomozó    | 1993        |
| 1978 | A nagy vonatrablás (3. magyar szinkron)               | Robert Agar              | 2007        |
| 1978 | A testrablók támadása                                 | Matthew Bennell          | 2004        |
| 1978 | Party zóna (1. magyar szinkron)                       | Dave Jennings            | 1998        |
| 1978 | Törvényes gyilkosság                                  | Robert Lees              | 1991        |
| 1980 | Átlagemberek                                          | Calvin Jarrett           | 1990        |
| 1983 | Rosszkedvünk tele (2. magyar szinkron)                | Ethan Hawley             | 1995        |
| 1985 | Amerika fegyverben                                    | Peasy törzsőrmester      | 1994        |
| 1985 | Amerika fegyverben                                    | Peasy törzsőrmester      | 2003        |
| 1987 | A gyilkos segédje                                     | John Reese               | 1994        |
| 1987 | Rózsafüzéres gyilkosság                               | Robert Koesler atya      | 1992        |
| 1991 | JFK – A nyitott dosszié                               | X                        | 1996        |
| 1991 | Lánglovagok                                           | Ronald Bartel            | 1992        |
| 1991 | Nincs menekvés                                        | Murdoch                  | 1994        |
| 1992 | A farkas árnyéka (1. magyar szinkron)                 | Henderson                | 1994        |
| 1992 | Buffy, a vámpírok réme (2. magyar szinkron)           | Merrick Jamison-Smythe   | 1998        |
| 1992 | Végállomás                                            | Roger Hawthorne          | 1999        |
| 1993 | Örökifjú és társa                                     | Jonathan Younger         | 1995        |
| 1994 | Az áttörés                                            | Dr. „MAC” MacLean        | 1995        |
| 1997 | A Sakál árnyéka                                       | Jack Shaw (Henry Fields) | 1998        |
| 1998 | Dolcsi vita (1. magyar szinkron)                      | Rolf Rausenberger bíró   | 1999        |
| 1998 | Korlátok nélkül                                       | Bill Bowerman            | 1999        |
| 1998 | Vírus – Pusztító idegen                               | Robert Everton kapitány  | 2002        |
| 1998 | Letaszítva (első-két magyar szinkron)                 | Stanton hadnagy          | 1998        |
| 1998 | Letaszítva (első-két magyar szinkron)                 | Stanton hadnagy          | 2002        |
| 2000 | Pánik                                                 | Michael                  | 2001        |
| 2000 | Űrcowboyok                                            | Jerry O’Neill            | 2001        |
| 2001 | Final Fantasy – A harc szelleme (3D-s animációs film) | Dr. Sid (hang)           | 2001        |
| 2003 | Az olasz meló                                         | John Bridger             | 2003        |
| 2003 | Balti vihar                                           | Lou Aldryn               | 2005        |
| 2003 | Hideghegy                                             | Monroe tiszteletes       | 2004        |
| 2004 | Borzalmak városa (1. magyar szinkron)                 | Richard Straker          | 2010        |
| 2005 | Kárhozott szeretők                                    | Hellfrick                | 2007        |
| 2006 | Sörcsata                                              | Johann von Wolfhaus      | 2008        |
| 2006 | Vakok földjén (1. magyar szinkron)                    | Thorne                   | 2007        |
| 2007 | Szemgolyó                                             | Lars                     | 2008        |
| 2007 | Üres város                                            | Raines bíró              | 2007        |
| 2008 | Bolondok aranya                                       | Nigel Honeycutt          | 2008        |
| 2010 | A mestergyilkos                                       | Harry McKenna            | 2011        |
| 2010 | A sas (1. magyar szinkron)                            | Aquila bácsi             | 2011        |
| 2011 | Förtelmes főnökök                                     | Jack Pellit              | 2011        |
| 2012 | Az éhezők viadala                                     | Snow elnök               | 2012        |
| 2013 | Crossing Lines – Határtalanul I. (tévésorozat)        | Michel Dorn              | 2013        |

### Morgan Freeman-filmográfia
| Év   | Cím                         | Szereplő                            | Szinkron év |
| ---- | --------------------------- | ----------------------------------- | ----------- |
| 1995 | Hetedik                     | Somerset                            | 1997        |
| 1996 | Moll Flanders               | Hibble                              | 1997        |
| 2004 | Millió dolláros bébi        | Eddie „Hepaj” Dupris                | 2004        |
| 2005 | Alvilági játékok            | A főnök                             | 2007        |
| 2006 | Kalandtúra                  | Frank Carden őrnagy                 | 2007        |
| 2006 | Szerepszemle                | Morgan Freeman                      | 2008        |
| 2008 | A kód                       | Keith Ripley                        | 2009        |
| 2009 | Invictus – A legyőzhetetlen | Nelson Mandela                      | 2010        |
| 2009 | Műkedvelő műkincsrablók     | Charles Peterson                    | 2010        |
| 2013 | Last Vegas                  | Archie                              | 2013        |
| 2013 | Szemfényvesztők             | Thaddeus Bradley                    | 2013        |
| 2013 | Támadás a Fehér Ház ellen   | Allan Trumbull, Képviselőház elnöke | 2013        |

## Hangjátékok
- Gyárfás Miklós: Szívdobogás a cseresznyefa alatt (1974)
- Vries, Theun de: Spinoza (1980)
- Edith Anderson: Martin Luther King élete és halála (1984)
- George Ciprian: Gácsérfej (1984)
- Móra Ferenc: A rab ember fiai (1984)
- Balázs Attila: Nabucco a levegőben (1988)
- Hernádi Gyula: Homokzsák-keringő (1989)
- Markovits Ferenc: A mezítlábas apostol (1989)
- Nógrádi Gábor: Gyerekrablás a Palánk utcában (1989)
- Szekér Joákim Alajos: Magyar Robinson (1989)
- Bojtár Endre: Európa megrablása (1990)
- Zalán Tibor: Jelenetek egy szalmatanár életéből (1990)
- Bodor Ádám: Két titok (1991)
- Zalán Tibor: Front (1991)
- Gyárfás Miklós: Hűség Firenzében (1992)
- Gyárfás Miklós: Leánykérés (1992)
- Nyerges András: Hungária szuperkvíz (1992)
- Székely János: Nyugati hadtest (1992)
- Békés Pál: Turnusvég (1993)
- Jerofejev, Venegyikt: Moszkva – Petuski (1993)
- Pintyőke cirkusz, világszám (1993)
- Szakonyi Károly: A prágai szerelmesek (1993)
- Theodore de Banville: Gringoire (1993)
- Rudyard Kipling: A fehér fóka (1995)
- Gion Nándor: Zongora a fehér kastélyból (1996)
- Ördögh Szilveszter: Mária Magdolna evangéliuma (1996)
- Jaroslav Hasek: Svejk, egy derék katona kalandjai a világháborúban (1997)
- Mikszáth Kálmán: Magyarország lovagvárai (1997)
- Szakonyi Károly: A normann vér (1997)
- Szép Ernő: Lila ákác (1997)
- Bergerac, Cyrano de: Holdbéli utazás (1998)
- Henrik Ibsen: A nép ellensége (1998)
- Tandori Dezső: Klakk és Frakk és Musztafa (1999)
- Pennaháborúk - Az Árkádia-pör (2000)
- Vörösmarty Mihály: Ypsilon háború (2000)
- Fallon, Padraic: Diarmuid és Grania (2001)
- Pacskovszky Zsolt: A szerelem hangja (2001)
- Simonyi Imre: Természetes halál (2003)
- Csehov, Anton Pavlovics: A svéd gyufa (2005)
- Béres Attila: Odüsszeusz alkonya (2006)
- Fehér Béla: Fültől fülig (2006)

## CD-k és hangoskönyvek
Önálló prózai CD-i (Sz.Koncz István szövegeivel)
- Ballada a városról (Etnofon Kiadó, Budapest, 1997)
- Hazatérés (Etnofon Kiadó, Budapest, 2004)
- Mikor a harangok a csendért szólnak (PTKT, Pécs, 2007)

Hangoskönyvek
- Móra Ferenc: Gergő juhász kanala
- Magyarország kedvenc gyermekmeséi + dalok – Válogatott örökzöld mesék
- Könyvek könyve – hangoskönyv a Bibliából (PTKT, Pécs, 2009)

## Díjai, elismerései
- A veszprémi tévé találkozó színészi fődija (1976)
- MSZOSZ-díj (1990)
- Jászai Mari-díj (1991)
- Havasi István-díj (2012)[32]